# Konstanty Jelski
Konstanty Jelski est un botaniste et un ornithologue polonais, né le 17 février 1837 et mort le 26 novembre 1896.
Il conduit plusieurs expéditions importantes en Guyane et au Pérou de 1866 à 1875. Il est conservateur du muséum de Lima de 1874 à 1878 avant de revenir en Pologne où il devient conservateur du Muséum de Cracovie.

## Espèces éponymes
- Clavija jelskii
- Ilex jelskii
- Iridosornis jelskii (Tangara à col d'or)
- Knipolegus signatus (Ada de Jelski)
- Linothele jelskii
- Lycianthes jelskii
- Maytenus jelskii
- Oreopanax jelskii
- Pedaliodes jelskii
- Rhene jelskii
- Silvicultrix jelskii (Pitajo de Jelski)
- Telmatobius jelskii
- Tmarus jelskii
- Upucerthia jelskii (Upucerthie de Jelski)
- Weinmannia jelskii